# Мопті (область)
Мопті (фр. Mopti) - область (провінція) в Малі.
- Адміністративний центр - місто Мопті.
- Площа - 79017 км², населення - 2037330 чол. (2009).

## Географія

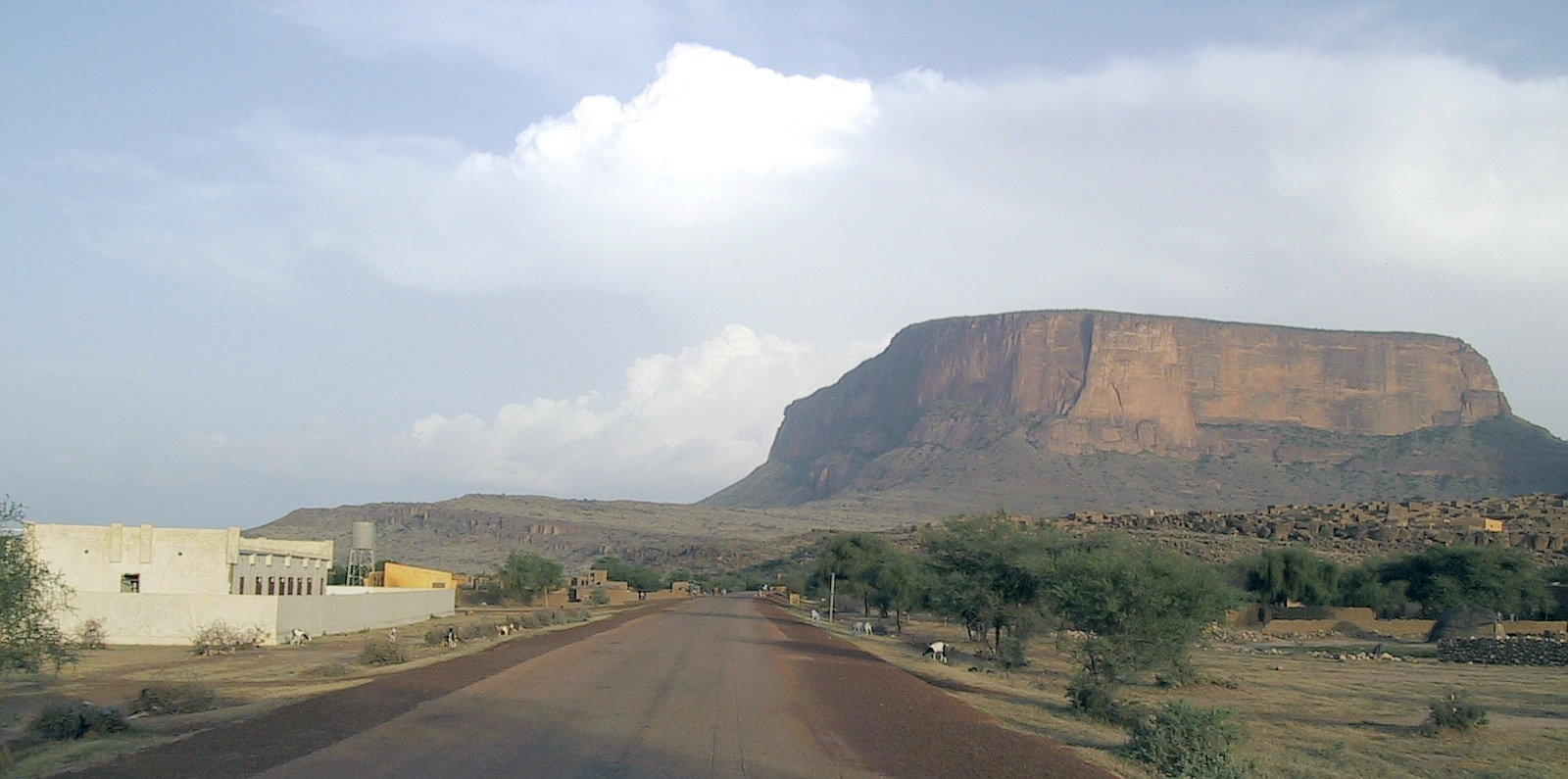
Гора Гомборі Тондо

На півночі межує з областю Тімбукту, на заході з областю Сегу, на південному сході з Буркіна-Фасо.
Через провінцію протікає річка Нігер, яка розбивається тут на безліч рукавів і утворює численні озера. Сама ж провінція лежить в зоні Сахеля. У провінції Мопті знаходиться також найвища гора Малі - Гомборі Тондо.

## Населення
Провінцію Мопті населяють народи догони, сонгаї, бозо, фульбе, бамбара .
Найбільші міста - Мопті, Дженне, Дуентца.

## Адміністративний поділ
В адміністративному відношенні область складається з 8 округів:

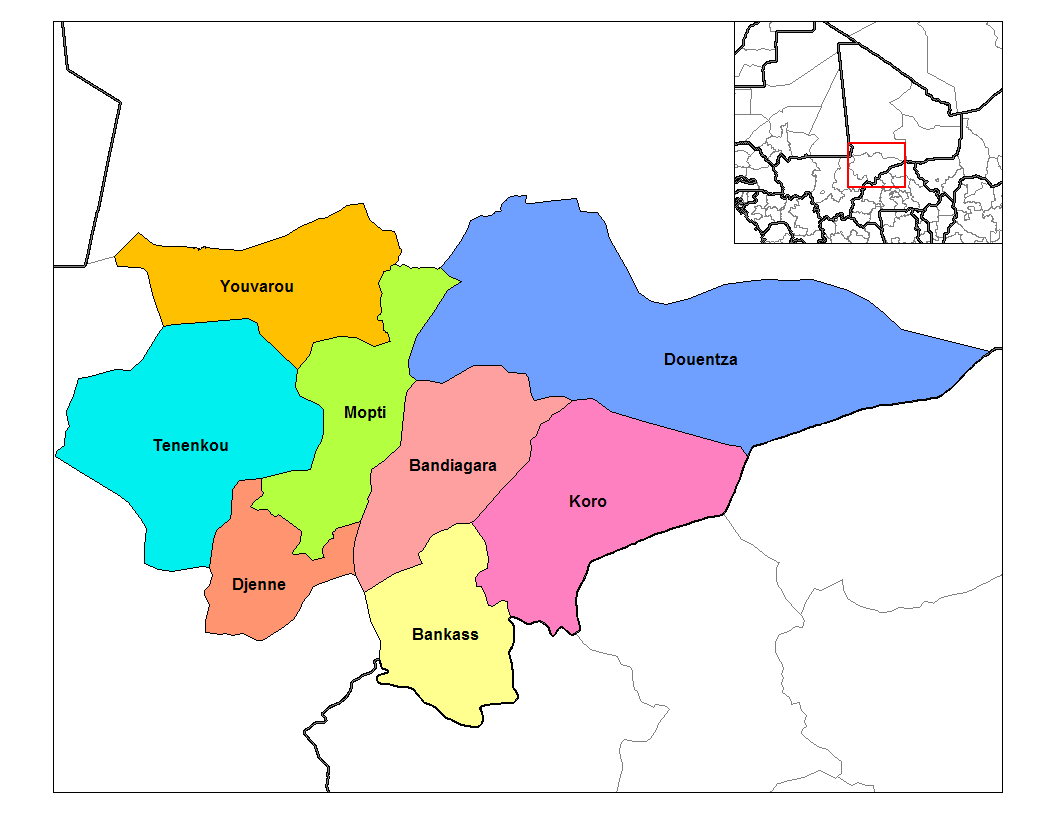
Адміністративна карта Мопті.

| Округ      | Площа, км² | Населення, чол. (2009) |   |
| ---------- | ---------- | ---------------------- | - |
| Бандіагара | 10520      | 317965                 |   |
| Банкас     | 9054       | 263446                 |   |
| Дженне     | 4563       | 207260                 |   |
| Дуентца    | 23481      | 247794                 |   |
| Коро       | 10937      | 361944                 |   |
| Мопті      | 7262       | 368512                 |   |
| Тененку    | 11 297     | 163641                 |   |
| Ювара      | 7139       | 106768                 | - |

## Економіка
До початку африканських посух 70-х - 80-х років ХХ століття провінція Мопті була великим виробником і експортером сільськогосподарської продукції та продовольства (рис, риба, худоба). В даний час Мопті змушена ввозити продукти харчування.

## Пам'ятки
Малійські провінція Мопті є однією з туристичних цілей в Західній Африці. Тут знаходяться скелі Бандіагара та Велика мечеть Дженне, які відносяться до Світової спадщини ЮНЕСКО .